# Anonymous
Anonymous (adjetivo de origem inglesa, que em português significa anônimo ou anônimos) é um grupo coletivo que surgiu em 2003. Representa o conceito de muitos usuários de comunidades online existindo simultaneamente como um cérebro global. O termo Anonymous também é comum entre os membros de certas subculturas da Internet como sendo uma forma de se referir às ações de pessoas em um ambiente onde suas verdadeiras identidades são desconhecidas.
Na sua forma inicial, o conceito tem sido adotado por uma comunidade online descentralizada, atuando de forma anônima, de maneira coordenada, geralmente em torno de um objetivo livremente combinado entre si e voltado principalmente a favor dos direitos do povo perante seus governantes. A partir de 2008, o coletivo Anonymous ficou cada vez mais associado ao hacktivismo, colaborativo e internacional, realizando protestos e outras ações, muitas vezes com o objetivo de promover a liberdade na Internet e a liberdade de expressão. Ações creditadas ao Anonymous são realizadas por indivíduos não identificados que atribuem o rótulo de "anônimos" a si mesmos.

## Origem

### Conceito

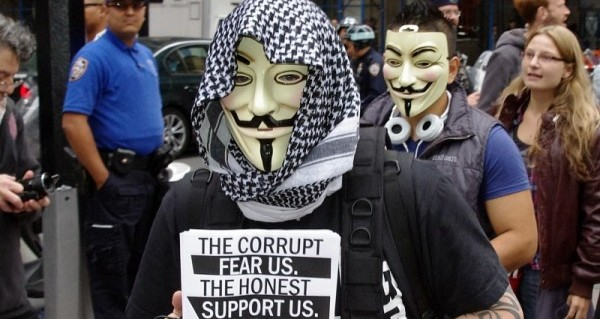
Um membro segurando um panfleto do Anonymous durante a Occupy Wall Street, um protesto que o grupo apoiou ativamente. 17 de setembro de 2011 com a frase escrita "Os corruptos nos temem, os honestos nos apoiam".

O nome Anonymous foi inspirado no anonimato sob o qual os usuários publicam imagens e comentários na Internet. O uso do termo Anonymous no sentido de uma identidade iniciou-se nos imageboards. Uma etiqueta de "anônimo" é dada aos visitantes que deixam comentários sem identificar quem originou o conteúdo. Usuários de imageboards algumas vezes brincavam de fingir como se Anonymous fosse uma pessoa real. Enquanto a popularidade dos imageboards crescia, a ideia de Anonymous como um grupo de indivíduos sem nome se tornou um meme da internet.
Anonymous representa amplamente o conceito de qualquer e todas as pessoas como um grupo sem nome. Como um nome de uso múltiplo, indivíduos que compartilham o apelido Anonymous também adotam uma identidade online compartilhada, caracterizada como hedonista e desinibida. Isso é uma adoção intencional, satírica e consciente do efeito de desinibição online.
| “                                                                              | Nós [Anonymous] somos apenas um grupo de pessoas na internet que precisa—de um tipo de saída para fazermos o que quisermos, que não seríamos capazes de fazer numa sociedade normal. ...Essa é mais ou menos a ideia. Faça como quiser. ... Há uma frase comum: 'faremos pelo lulz.' | ” |
| — Trent Peacock. Search Engine: The face of Anonymous, 7 de Fevereiro de 2008. | |   |

Definições tendem a enfatizar o fato de que o conceito, e, por extensão, o grupo de usuários, não podem abranger prontamente uma simples definição. Ao invés disso, ela são geralmente definidas como aforismos que descrevem qualidades encontradas. Uma das auto-descrições do Anonymous é:
Somos Anonymous. Somos numerosos. Nós não esquecemos. Nós não perdoamos. Esperem por nós.

### Composição
Anonymous, em grande parte, consiste de usuários de múltiplos imageboards e fóruns da internet. Além disso, várias wikis e redes de Internet Relay Chat são mantidas para superar as limitações dos imageboards tradicionais. Esses modos de comunicação são o meio pelo qual os manifestantes do Anonymous que participaram no Projeto Chanology se comunicaram e organizaram os protestos.
Uma "livre coalizão de habitantes da internet", o grupo se uniu pela internet, através de sites como 4chan, 711chan, Encyclopedia Dramatica, canais do IRC e YouTube. Redes sociais virtuais, como Facebook, são usadas para criação de grupos que mobilizam os protestos no mundo real.
O Anonymous não tem líder ou partido controlador e depende do poder coletivo dos participantes para agir de forma a beneficiar o grupo. "Qualquer um pode se tornar Anonymous e trabalhar em direção a um certo objetivo..." um membro do Anonymous explicou para o jornal Baltimore City Paper. "Nós temos essa agenda, na qual todos concordamos, coordenamos e seguimos, mas todos andam independentemente em sua direção, sem nenhum desejo de reconhecimento. Queremos apenas fazer algo que sentimos que é importante que seja feito...".

## Cronograma de Eventos

### Atividades em 2006–2020

#### Prisão de Chris Forcand
Em 7 de dezembro de 2007, o jornal canadense Toronto Sun jornal publicou um relatório sobre a detenção do predador sexual Chris Forcand. Forcand, de 53 anos, foi acusado de seduzir uma criança menor de 14 anos de idade. O relatório afirma que Forcand estava sendo monitorado pelo "cyber-vigilantes", que procuravam por pessoas que apresentam interesse sexual em crianças.
Um relatório da Global Television Network identificou o grupo responsável pela prisão de Forcand como "um grupo de vigilantes da internet autointitulado Anonymous" que contactaram a polícia depois que alguns membros receberam "propostas sexuais" de Forcand. O relatório também afirmou que esta é a primeira vez que um predador sexual da internet foi detido como resultado da acção de um grupo de vigilantes.

#### Projeto Chanology

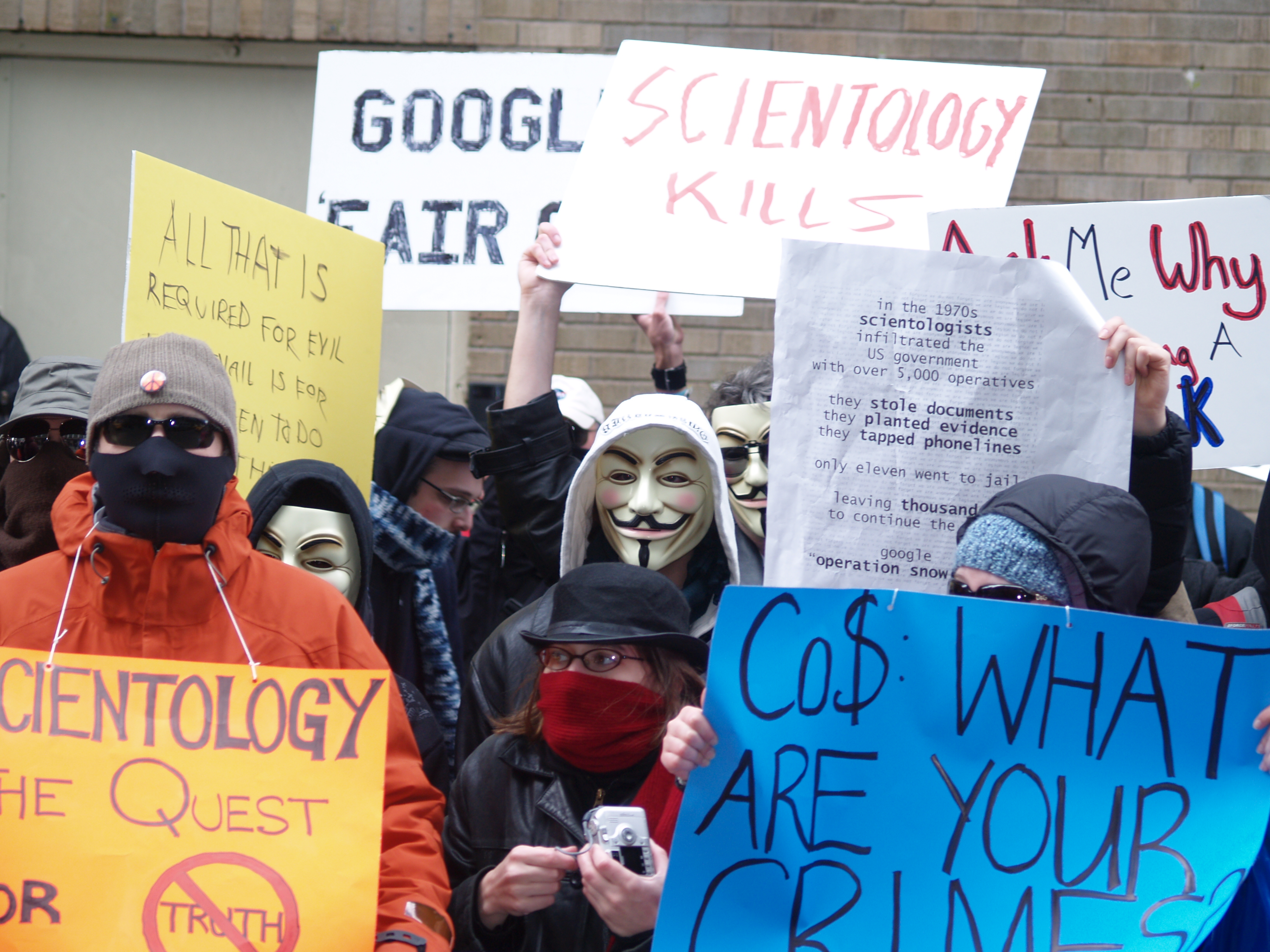
Protesto do grupo contra as práticas e a situação fiscal da Igreja da Cientologia

O grupo ganhou atenção mundial com o Projeto Chanology, uma série de protestos contra a Igreja da Cientologia.
Em 14 de janeiro de 2008, um vídeo de uma entrevista com Tom Cruise produzido pela Igreja vazou para a Internet e foi enviado ao YouTube. A Igreja emitiu um pedido de violação de direitos autorais contra o YouTube, pedindo a remoção do vídeo. Em resposta a isso, o grupo formulou o projeto. Eles consideram a ação da Igreja da Cientologia contra o YouTube como uma forma de censura na Internet. Os membros do Projeto Chanology organizaram uma série de ataques de negação de serviço contra sites da Cientologia, e trotes aos centros da igreja.
Em 21 de janeiro de 2008, os indivíduos que afirmavam falar pelo grupo anunciaram seus objetivos e intenções através de um vídeo publicado no YouTube, intitulado "Mensagem para a Cientologia", e, em um comunicado de imprensa, eles declararam guerra tanto contra a Igreja quanto ao seu Centro de Tecnologia. No comunicado, o grupo afirma que os ataques contra a Igreja da Cientologia irão continuar, a fim de proteger o direito à liberdade de expressão, e ao que eles acreditam ser a exploração financeira dos membros da igreja. Um novo vídeo "Call to Action" (do inglês, Chamada para Ação), apareceu no YouTube no dia 28 de janeiro de 2008, pedindo protestos fora da Igreja da Cientologia e de seus centros no dia 10 de fevereiro de 2008. Em 2 de fevereiro de 2008, 150 pessoas se reuniram em frente de um centro Igreja da Cientologia, em Orlando, Flórida, para protestar contra as práticas da organização. Outros protestos menores também foram realizadas em Santa Barbara, na Califórnia, e Manchester, na Inglaterra. Em 10 de fevereiro de 2008, cerca de 7 000 pessoas protestaram em mais de 93 cidades do mundo. Muitos manifestantes usavam máscaras baseado no personagem V de V de Vingança (que por sua vez foi influenciado por Guy Fawkes), ou de outra forma disfarçaram a sua identidade, em parte para se proteger de represálias por parte da Igreja.
Em 15 de março de 2008, o grupo realizou uma segunda onda de protestos em cidades de todo o mundo, incluindo Boston, Dallas, Chicago, Los Angeles, Londres, Paris, Vancouver, Toronto, Berlim e Dublin. A taxa de participação global foi estimada entre 7 mil e 8 mil pessoas, um número semelhante ao da primeira onda de protestos. Uma terceira onda de protestos ocorreu em 12 de abril de 2008. Com o nome de "Operation Reconnect" (do inglês, Operação Reconectar), que teve como objetivo aumentar a consciência das pessoas em relação à prática que existe na igreja de "desconectar" os seus fiéis das pessoas que podem estar atrapalhando o seu crescimento espiritual.
Em 17 de outubro de 2008, um jovem de 18 anos de Nova Jersey, descreveu-se como um membro do Anonymous e afirmou que iria se declarar culpado de envolvimento nos ataques de DDoS de janeiro 2008 contra os sites Igreja da Cientologia.

#### Invasão do fórum da Fundação de Epilepsia da América
Em 28 de março de 2008, a Wired News noticiou que Internet griefers - expressão que designa pessoas cujo único interesse consiste em assediar outros, pela Internet - "hackearam" um fórum de discussão sobre epilepsia, mantido pela Fundação de Epilepsia da América. Segundo a publicação, o código JavaScript e animações de computador foram publicados com a intenção de desencadear enxaquecas e convulsões nos epilépticos. Ainda de acordo com a Wired News, a evidência circunstancial sugeria que o ataque foi perpetrado por membros do Anonymous. Os membros do fórum epilepsia disseram ter encontrado uma mensagem de que o ataque estava sendo planejado no site 7chan.org, um imageboard considerada como reduto dos membros do grupo. Entretanto, não foi possível associar de fato a causa ao grupo, uma vez que muitos jovens na Internet se passam por integrantes do grupo para popularizar tais feitos.
RealTechNews relatou que um outro fórum sobre epilepsia, desta vez do Reino Unido, mantido pela Sociedade Nacional para Epilepsia, também foi alvo de um ataque semelhante. O jornal afirmou que " membros de Anonymous" haviam negado a autoria de ambos os ataques e informaram que os ataques teriam sido feitos pela Igreja da Cientologia. News.com.au informou que os administradores do 7chan.org publicaram uma carta aberta afirmando que os ataques foram realizados pela Igreja da Cientologia "para arruinar a opinião pública em relação ao Anonymous, para atenuar o efeito dos protestos legais contra a sua organização".
Alguns participantes do Projeto Chanology sugeriram que os agressores são usuários da Internet que apenas se mantêm no anonimato, no sentido literal e, portanto, não teve nenhuma afiliação com os esforços anticientologia atribuídos ao grupo. Durante uma entrevista com a CNN, Anonymous foi acusado de invadir o site da Epilepsy Foundation para obrigá-lo a exibir imagens com a intenção de causar crises epilépticas. O entrevistador John Roberts afirmou que o FBI disse que "não encontrou nada que conecte (esses ataques) ao Anonymous", e que também não tem "nenhuma razão para acreditar que acusações serão apresentadas contra o grupo".

#### Protestos contra resultados da eleição presidencial de 2009 no Irã

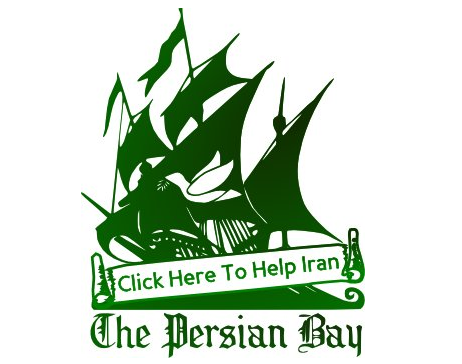
Página de abertura de The Pirate Bay, em 20 de junho de 2009, manifesta apoio ao Movimento Verde Iraniano

Após as alegações de manipulação dos resultados da eleição presidencial de junho de 2009, que deram a vitória ao presidente Mahmoud Ahmadinejad, milhares de iranianos participaram de manifestações de protesto.
Anonymous, juntamente com The Pirate Bay e vários hackers iranianos lançaram um site de apoio ao Movimento Verde Iraniano, chamado Anonymous Iran. O site foi apoiado por mais de 22 000 usuários em todo o mundo e permitiu a troca de informações entre o Irã e o resto do mundo, apesar das tentativas do governo iraniano de censurar  notícias sobre os protestos enviadas pela Internet.

#### Vingar Assange
Em dezembro de 2010, o site WikiLeaks foi duramente pressionado a parar de publicar telegramas secretos do serviço diplomático dos Estados Unidos. Anonymous anunciou seu apoio a WikiLeaks, e lançou ataques DDoS contra Amazon, PayPal, MasterCard, Visa e contra o banco suíço PostFinance, que haviam tomado medidas hostis contra Wikileaks (bloqueio de ativos e transferências financeiras, recusa de hospedagem do site, etc.). A segunda parte da ofensiva foi executada sob o codinome Operation Avenge Assange (Operação Vingue Assange). Em razão dos ataques, tanto o site da MasterCard quanto o da Visa foram derrubados, em 8 de dezembro. Um pesquisador da PandaLabs disse que Anonymous também lançou um ataque que derrubou o site da promotoria sueca, em retaliação ao pedido de extradição para a Suécia do fundador da WikiLeaks, Julian Assange, que já se achava preso em Londres, sem direito a fiança.
Desde que Bradley Manning - o soldado suspeito de ter promovido o vazamento do material confidencial para Wikileaks - foi transferido para a prisão de uma base dos marines em Quantico (Virgínia), em julho de 2010, as denúncias de abuso aumentaram, dadas as condições de isolamento de Manning, em uma área de segurança máxima, e o regime de intensa supervisão (suicide watch) sob o qual fora colocado, incluindo frequentes verificações pelos guardas e nudez forçada Os militares negaram que o tratamento fosse abusivo ou anormal. No episódio que levou à sua renúncia, o porta-voz do Departamento de Estado, Philip J. Crowley, deu declarações, condenando o tratamento. Em resposta à prisão de Manning e ao tratamento dado a ele, Anonymous ameaçou desestabilizar as atividades da base de Quantico através de ciberataques às comunicações, com exposição de informações privadas do pessoal e outros métodos de constrangimento. A chamada  "Operação Bradical" seria, segundo declarou o porta-voz Barrett Brown, uma resposta direta aos maus-tratos que Bradley teria sofrido. Porta-vozes dos militares responderam que a ameaça visava impedir o cumprimento da lei e atingir os militares que atuavam no contraterrorismo, e que Anonymous seria objeto de investigação.

### Atividades em 2011

#### Primavera Árabe, Operação Egito e Operação Tunísia

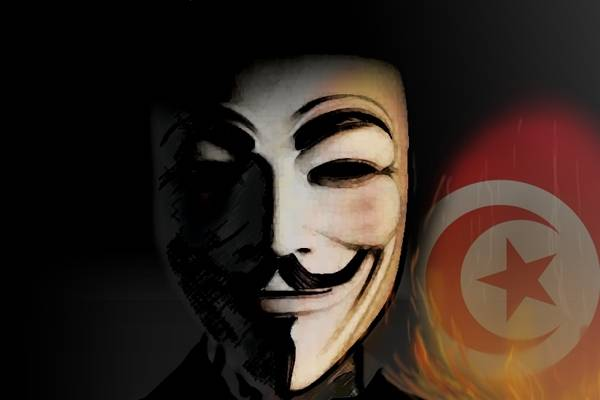
Imagem espalhada durante a Operação Tunísia

Os websites do governo da Tunísia foram alvos do Anonymous devido à censura dos documentos da WikiLeaks e da Revolução da Tunísia. Houve relatos de tunisianos ajudando os ataques DDoS lançados pelo Anonymous. O papel do Anonymous nos ataques DDoS contra os sites do governo da Tunísia levaram a um aumento significativo no ativismo por parte dos tunisianos contra o seu governo. Uma figura associada ao Anonymous lançou uma mensagem online denunciando a repressão do governo sobre os recentes protestos e a colocou no site do governo tunisiano. O Anonymous nomeou seus ataques como "Operação Tunísia", e realizou ataques DDoS com sucesso em oito websites do governo, que respondeu tornando suas páginas inacessíveis para acessos de fora do país. A polícia tunisiana prendeu ativistas online e bloggers de dentro do país, e os interrogaram sobre os ataques. O website do Anonymous sofreu um ataque DDoS em 5 de Janeiro.
Durante a Revolução Egípcia de 2011, websites do governo egípcio, junto com websites do Partido Nacional Democrático, foram hackeados e tirados do ar pelo Anonymous. Os sites permaneceram offline até o Presidente Hosni Mubarak renunciar.
Anonymous se divertiu quanto à Guerra Civil Líbia, enquanto uns hackearam os websites do governo líbio e convenceram o host do website pessoal do líder líbio, Muammar al-Gaddafi, a tirar o site do ar, outros membros do grupo se aliaram ao ditador, no que eles chamaram de "Operação Reação Razoável". Os ataques pro-Gadaffi foram muito mal sucedidos, apenas conseguindo tirar do ar uma minoria dos sites da oposição, mas por pouco tempo.
O Anonymous também liberou os nomes e senhas de endereços de email de oficiais do governo do Oriente Médio, em apoio à Primavera Árabe. Países afetados incluem oficiais do Bahrein, Egito, Jordânia e Marrocos.

#### Operação Malásia
Em 15 de junho de 2012, o grupo lançou ataques contra noventa e um websites do governo da Malásia, em resposta ao bloqueio de websites como WikiLeaks e The Pirate Bay dentro do país, o que o grupo considerou como censura de direitos humanos básicos à informação.

#### Operação Síria
No início de agosto, o Anonymous hackeou o website do Ministério da Defesa da Síria, e o substituiu com uma imagem da bandeira pré-Baath, um símbolo do movimento a favor da democracia no país, assim como uma mensagem de apoio à Revolta na Síria e chamado aos membros do Exército Sírio para desertarem e defenderem os protestantes.
Em setembro, um grupo ligado ao Anonymous apareceu no Twitter, chamando-se RevoluSec, abreviação de "Revolution Security". Eles fizeram um comunicado de imprensa no Pastebin para esclarecer a sua missão. Eles desfiguraram muitos sites Sírios, incluindo as páginas de cada grande cidade do país. Para visualizar as páginas depois de terem sido tiradas do ar, a Telecomix criou mirrors. RevoluSec também desfigurou o site do Banco Central da Síria, assim como diversos outros sites a favor do regime, substituindo-os com uma imagem de Bashar al-Assad acompanhado do Nyan Cat.
A Telecomix trabalhou com o Anonymous através da operação. Enquanto a Telecomix mostrava aos sírios como escapar da censura, o Anonymous hackeava o regime de todas as maneiras que conseguiam. Ambos os grupos possuíam canais IRC dedicados à operação.

#### Apoio ao Occupy Wall Street
Diversos membros do Anonymous demonstraram apoio ao movimento Occupy Wall Street, atendendo aos protestos locais e criando blogs que davam cobertura ao movimento.

#### Operação DarkNet
Em outubro de 2011, o grupo realizou uma campanha contra a pornografia infantil protegida por redes anônimas. Eles derrubaram 40 sites de pornografia infantil, publicaram o nome de mais de 1 500 pessoas que frequentavam essas páginas, e convidaram o FBI e a Interpol para acompanhá-los.

### Atividades em 2012

#### Occupy Nigéria
Em solidariedade com o Occupy Nigéria, o Anonymous juntou forças com o grupo "Frente Popular de Libertação" e o "Naija Cyber Hacktivists of Nigeria". Anonymous prometeu "um assalto implacável e devastador sobre os bens da web do governo da Nigéria". Isso foi em protesto à remoção do subsídio de combustível, do qual a maioria da população pobre nigeriana dependia para sobreviver. Como consequência da ação, o preço do combustível e do transporte subiu muito, causando extrema dificuldade para a maioria dos nigerianos. Em 13 de Janeiro, o website da Comissão de Crimes Financeiros e Econômicos da Nigéria foi hackeado.

#### Operação Megaupload e Protesto anti-SOPA
Em 19 de janeiro de 2012, o Megaupload, um site que fornecia serviços de compartilhamento de arquivos, foi tirado do ar pelo Departamento de Justiça dos Estados Unidos e o FBI. Isso levou ao que Anonymous chamou de "o maior ataque da história da Internet". Barret Brown, descrito como um porta-voz do grupo Anonymous pela RT, disse que o momento do ataque "não poderia ter vindo numa pior hora, em termos do ponto de vista do governo". Com o protesto contra a SOPA tendo acontecido no dia anterior, foi alegado que usuários da internet estavam "muito bem preparados para defender uma internet livre".
Brown disse à RT que a página do Departamento de Justiça foi derrubada apenas 70 minutos depois do início dos ataques. Dias depois, muitas das páginas ainda estavam fora do ar ou muito lentas ao carregar. O ataque desligou diversos websites, incluindo aqueles que pertencem ao Departamento de Justiça, ao FBI, Universal Music Group, a RIAA, a MPAA, e a Broadcast Music, Inc. "Mesmo sem a SOPA ter passado, o governo federal sempre teve um tremendo poder para fazer algumas das coisas que eles queriam fazer. Então, se isso é o que pode ocorrer sem a SOPA ter passado, imagine o que pode ocorrer depois que a SOPA passar," comentou Brown. Alguns comentaristas e observadores afirmaram que o desligamento do Megaupload pelo FBI prova que SOPA e PIPA são desnecessárias. Apesar das ações do Anonymous receberem apoio, alguns comentadores argumentaram que os ataques de negação de serviço colocavam em perigo o caso antiSOPA.
O ataque incluiu um novo e sofisticado método, onde usuários da internet clicavam em links distribuídos pelo Twitter e salas de bate-papo e, alguns sem o seu conhecimento, participavam em um ataque de negação de serviços, infringindo leis existentes nos Estados Unidos. Anonymous usou o "Low Orbit Ion Cannon" (LOIC), no dia 19 de Janeiro de 2012, para atacar quem apoiasse a SOPA. O grupo afirmou que esse havia sido o seu maior ataque, com mais de 5,635 pessoas participando no DDoS através do LOIC.

#### A revolução Polonesa e o ativismo anti-ACTA na Europa
Em 21 de janeiro de 2012, foi realizada uma série de ataques DDoS contra websites do governo da Polônia, pelos quais o Anonymous assumiu a responsabilidade e se referiu como "a Revolução Polonesa". O grupo, através de sua conta no Twitter, afirmou que era uma vingança pela futura assinatura do acordo ACTA pelo governo polonês.
Iniciando com o bloqueio das páginas sejm.gov.pl, do Primeiro Ministro Polonês, do Presidente, do Ministério da Cultura e Patrimônio Nacional, e continuando depois com o bloqueio dos websites da polícia, da Agência de Segurança Nacional e do Ministério de Relações Estrangeiras. O ataque foi fortalecido pela cobertura da mídia, o que resultou em um interesse de opinião pública extremamente alto, seguido pelo blackout de populares websites poloneses no dia 24, e protestos contra a assinatura nos dias 24 e 25 de Janeiro, com milhares de participantes em grandes cidades polonesas. Outros alvos suspeitos foram as páginas do Paweł Graś, o porta-voz do governo (bloqueado depois de Graś negar que qualquer ataque tenha ocorrido), a página do Partido Popular Polonês (bloqueada após Eugeniusz Kłopotek, membro do partido, apoiar a ACTA no ar em uma das maiores estações de TV). Páginas governamentais na França e o Ministério da Justiça, Ministério da Economia e a página do chanceler da Áustria também foram paralisados.

### Atividades em 2013

#### Revolta dos 20 Centavos
Estes eventos antecederam a Revolta dos 20 Centavos, mas foram primordiais para a explosão de revoltas populares em junho de 2013 no Brasil. No início de maio de 2013, na cidade de Goiânia, houve uma paralisação dos motoristas de ônibus e todos os usuários ficaram muito prejudicados. Poucos dias depois foi anunciado o reajuste. A tarifa do transporte coletivo em Goiânia aumentou de R$ 2,70 para R$ 3,00 no dia 22 de maio de 2013, um acréscimo de 11%. O reajuste e a demora nos ônibus resultaram em protestos na capital. No dia 28 de maio aconteceu um protesto na cidade organizado através das redes sociais com participação de diversos grupos, incluindo a Anonymous. Essa manifestação foi respondida de forma violenta e truculenta pela Polícia Militar, que atirou balas de borracha e bombas de efeito moral nos manifestantes. Nesse mesmo período ocorria o congresso mundial de transportes em Genebra, na Suíça. Goiânia sediava o Encontro da União Nacional de Estudantes - UNE, reunindo estudantes do país inteiro. Todos ficaram sensibilizados com o ocorrido, e encerrado o encontro voltaram para suas respectivas cidades e se depararam com aumentos nas tarifas de ônibus também. No dia 10 de junho de 2013 uma liminar da justiça suspendeu o reajuste da tarifa em Goiânia, a primeira vitória dos manifestantes.

#### Revolta do Vinagre
Em junho de 2013, o prefeito da cidade de São Paulo decidiu aumentar a tarifa da passagem de ônibus em vinte centavos, essa mudança causou protestos pacíficos na cidade que foram respondidos pela Polícia Militar de forma violenta, o que resultou em um descontentamento muito grande por parte da população, não só brasileira, mas mundial. Os protestos se alastraram pelo país inteiro, e até em outros países, agora não só pelo aumento da passagem mas por tudo o que os brasileiros aturaram em todos esses anos, entre corrupção na política, descaso na educação, na saúde entre outras reivindicações. O movimento foi chamado de Revolta do Vinagre. Pessoas que apoiam a ideia do Anonymous no Brasil participaram amplamente dos protestos e se organizaram para maiores resultados. Começaram com ataques hackers contra sites governamentais brasileiros; o primeiro foi o site de educação de São Paulo no dia 13 de junho. Logo depois, no site Anonymous Brasil, publicaram vários textos mostrando como o reajuste de passagem por conta da economia é uma farsa e marcando horas e datas para protestos no Brasil. Continuaram divulgando textos mostrando como a corrupção tomou conta do Governo Brasileiro nos dias seguintes. No dia 17 de junho, hackearam o site oficial da Copa na cidade de Cuiabá mostrando um vídeo em que comprovavam os atos de violência da Polícia Militar do Brasil. Nessa mesma data foi marcado um novo protesto em todo o Brasil, onde centenas de milhares de pessoas foram as ruas em todo o país. No dia 18 de junho hackearam o site do Partido do Movimento Democrático Brasileiro mostrando fotos dos protestos. No dia 19 de junho, hackearam o Twitter da revista Veja, motivados pela conduta manipuladora da revista contra os protestos. No mesmo dia hackearam o Instagram da presidente do Brasil, Dilma Rousseff e publicaram fotos apoiando os protestos. No dia 20 de junho, organizaram a maior e mais preocupante (para os governantes) manifestação dos últimos 20 anos no Brasil: mais de um milhão de pessoas foram as ruas em dezenas de cidades no país, capitais e do interior, com muitas pessoas aderindo a máscara do meme que representa o grupo. Até agora as ameaças de protesto continuam, e o grupo Anonymous continua nessa luta, levando ao Rio de Janeiro cerca de 1 milhão de pessoas, fazendo com que o Exército, a Polícia Militar e a Marinha fizessem rondas por São Paulo e Rio de Janeiro.

### Atividades em 2014

#### Copa do Mundo FIFA
No início do ano de 2014, o Anonymous divulgou para a imprensa seus planos de protestos a ações hackativistas a serem realizados durante a Copa do Mundo FIFA. Os hackers ameaçaram explicitamente os patrocinadores do evento, o que ocasionou grande repercussão na imprensa mundial. Trazendo à tona reivindicações sociais e expondo ao mundo todas as injustiças cometidas pela organização do evento, as operações #OpHackingCup e #OpWorldCup buscavam atrelar as grandes corporações que patrocinavam o evento aos abusos cometidos pelo governo brasileiro para realização dos jogos. Empresas especializadas em segurança digital emitiram diversos alertas quanto à ações de hackers durante o mundial, principalmente para as empresas diretamente envolvidas com o evento, mas no final, tudo não passou de um jogada, ou um blefe. Com o início dos jogos, os hackers passaram a efetuar ataques massivos em escala mundial quase que exclusivamente focados em sites e servidores governamentais, justamente o ponto fraco de segurança digital e longe dos holofotes da imprensa que eles mesmos direcionaram. Os ataques de escala global atingiram cerca de 145 sites dos mais diversos fins. Além do ataque de negação de serviço, houve desfigurações de páginas iniciais e vazamento de informações confidenciais. As correspondências eletrônicas do Itamaraty foram violadas, sites e serviços considerados essenciais pelo governo brasileiro foram retirados do ar - como o da ABIN - assim como interromperam uma entrevista ao-vivo com o então goleiro da seleção brasileira Júlio César no site da CBF.

### 2020

#### Morte de George Floyd
Após o assassinato de George Floyd, um homem negro que foi morto por um policial branco e gerou uma onda de protestos nos Estados Unidos, passaram a circular vídeos nas redes sociais com críticas a polícia e ao caso que seriam do Anonymous. De acordo com o Bloomberg, o vídeo foi publicado inicialmente em uma página do Facebook não confirmada do Anonymous, no dia 28 de maio.
De acordo com a BBC News, essa mesma página do Facebook não tinha notoriedade e publicava vídeos de conteúdo duvidoso ligados a OVNIs e o "plano da China para dominar o mundo". Ela ganhou repercussão após o vídeo sobre George Floyd ser publicado e o site da polícia de Minneapolis, que é responsável pelo policial, ter ficado fora do ar. Mais tarde, o governador do estado de Minnesota, Tim Walz, disse que todos os computadores da região sofreram um ataque sofisticado. Segundo a BBC News, o ataque feito ao site da polícia com uso de DDoS (Distributed Denial of Service) não foi sofisticado.
De acordo com o pesquisador Troy Hunt, os vazamentos de senhas e dados de e-mail da polícia são falsos, essas violações aconteceram a partir de outra fonte. Sobre as publicações não verificadas no Twitter que também se tornaram virais, onde são mostrados rádios de policiais tocando música e impedindo a comunicação, especialistas apontam que é improvável que isso seja devido a um ataque hack - caso elas sejam reais. Mais tarde, o CNET também confirmou que os vazamentos são falsos e que alguém está se aproveitando da repercussão da morte de George Floyd para espalhar desinformação.
Processo por violação de Trump-Epstein e outras acusações de alto perfil

Em 31 de maio de 2020, uma pessoa ou grupo que afirma ser parte do coletivo Anonymous, o OpDeathEarters twittou que enviou supostos documentos para a conta de mesmo nome no Scribd contendo evidências incriminatórias contra o presidente dos Estados Unidos, Donald Trump, e Jeffrey Epstein em vários casos de pedofilia, estupro e agressão sexual. De acordo com o documento, Epstein e Trump foram co-réus no primeiro caso. Porém, essa informação é antiga e a mulher que ligou Trump a Epstein no processo judicial, retirou a acusação. Alegaram ainda ter evidências de que a família real britânica havia assassinado a princesa Diana porque ela possuía provas incriminatórias contra o envolvimento da família real em um círculo de tráfico sexual. Outras acusações de alto nível envolveram Bill Gates e Naomi Campbell. Mais tarde, no mesmo dia, a maioria desses tweets desapareceu de suas contas, mas continuou circulando como capturas de tela no Twitter, Facebook e Reddit. Comentando sobre o caso da morte de George Floyd e das informações sobre o Trump, Davey Winder, escrevendo a Forbes questionou se esses grupos de hackers são legítimos e lembrou da ameaça do grupo REvil de vazar informações comprometedoras sobre o presidente do Estados Unidos, o que não aconteceu:
| “ | E aí está o problema, assim como aconteceu com os hackers do REvil ransomware, parece haver precisamente zero evidência de quaisquer dados reais de roupa suja de Trump a serem publicados. Não é possível pedir ao Anonymous alguma prova, pois o Anonymous é um movimento descentralizado e não uma organização. Não há porta-voz oficial para entrar em contato, não há contas oficiais no Twitter e até que o REvil ou qualquer um dos afiliados Anonymous publique algo concreto e credível, deve-se presumir que não há roupa suja de Trump. | ” |

No dia 1 de junho, o Anonymous Brasil divulgou no Twitter uma série de informações pessoais do presidente do Brasil, Jair Bolsonaro e de seus filhos, Carlos e Eduardo Bolsonaro, como o Cadastro de Pessoas Físicas, endereços, números de telefone e dados sobre diversos imóveis pertencentes à família. Foram divulgadas também as mesmas informações sobre aliados do presidente, como Abraham Weintraub, Damares Alves, o deputado Douglas Garcia e o proprietário da Havan, Luciano Hang. As informações foram publicadas no site Pastebin. Horas depois, as contas do Twitter haviam sido retiradas do ar. Maurício Ricardo Quirino questionou as atividades do suposto grupo Anonymous Brasil e sobre quem ganha algo com isso. Ele pontuou que até o momento os vazamentos de dados de políticos e seus familiares colocou a direita como vítima e aparentemente não beneficia em nada a oposição política brasileira. Ele também lembrou que já ocorreram atividades de hackers ligados a direita agindo no Brasil com interesse político.

Ananda Mitra, escrevendo a revista Forbes, observou que o Anonymous está usando um método de narrativa falsa, usando a imprensa tradicional para divulgar informação duvidosa: 
| “ | O que desaparece nessas narrativas tradicionais e nas mídias sociais é a realidade de que os hacktivistas são meramente hackers capazes de roubar dados e fazer interrupções com base em dados. Eles não são alguns assistentes digitais, mas estão mais próximos de pequenos ladrões, conforme relatado pela Reuters em 2012, descrevendo a prisão de seis membros do Anonymous que: 'receberam crédito por uma série de ataques de hackers a sites do governo e do setor privado'. Essa narrativa geralmente desaparece da vista. No final, é importante reconhecer que hackers como o Anonymous criam narrativas falsas de protesto mediadas digitalmente por meio de mídias sociais, usando dados duvidosos e truques tecnológicos de salão. Suas ações geralmente não se baseiam em nenhum argumento moral profundo sobre desigualdades reais. Assim como os saqueadores difamam o verdadeiro protesto, os hackers dão um mau nome às mídias sociais. | ” |

### 2022
Em 25 de fevereiro de 2022, contas do twitter associadas ao Anonymous declararam que haviam lançado "operações cibernéticas" contra a Rússia, em retaliação à invasão à Ucrânia ordenada pelo presidente russo Vladimir Putin. Mais tarde, o grupo desativou temporariamente sites como RT.com e o site do Ministério da Defesa Russa, juntamente com outros sites estatais. No mesmo dia, o grupo vazou 200 GB de documentos e e-mails pertencentes ao Ministério da Defesa russo. Também vazaram 200 GB de e-mails da fabricante de armas bielorrussa Tetraedr, que forneceu apoio logístico para a Rússia na invasão à Ucrânia. Além disso, o Anonymous também invadiu canais de TV russos e tocou músicas ucranianas.

### 2023
Em fevereiro de 2023, ocorreu uma operação histórica no combate ao conteúdo ilegal envolvendo crianças na internet. Nessa ocasião, um hacker brasileiro chamado Ghost e o maior grupo de hackers do mundo, os Anonymous, uniram suas habilidades em segurança digital para derrubar um grande site de conteúdo infantil ilegal, que vinha operando na internet.
A operação apelidada de #oppedohunter que culminou no fechamento do site de conteúdo ilegal infantil foi resultado de uma colaboração cuidadosamente planejada entre Ghost e o grupo de hackers, que uniram esforços para utilizar suas habilidades técnicas em prol de uma causa humanitária. A ação conjunta enviou uma mensagem clara aos criminosos cibernéticos e reforçou a necessidade de vigilância contínua para garantir a proteção das crianças vulneráveis contra a exploração online. Segundo o portal Terra, o site ilegal foi retirado do ar e suas atividades foram encerradas.

## Conflitos contra o Estado Islâmico

### Charlie Hebdo
Em janeiro de 2015, o Estado Islâmico fez um atentado contra o jornal satírico Charlie Hebdo, resultando na morte de 12 pessoas e ferindo 5 gravemente, e ainda matando um policial na periferia de Paris e uma invasão em um supermercado, em que foram feitos reféns e quatro deles morrendo. O Anonymous logo responderam, declarando guerra contra o EI e contra o terrorismo, caçando e divulgando nomes, contas e localizações de possíveis membros do grupo terrorista.

### Ataques de Novembro de 2015
Mais uma vez em 2015, o Estado Islâmico agiu na França, matando mais de 120 pessoas em ataques terroristas por toda Paris e deixando centenas de feridos. Desta vez, o grupo Anonymous lançou um vídeo mais comprido, jurando justiça ao povo francês e prometendo que irá começar uma caça sem misericórdia aos terroristas do grupo. Também prestaram suas condolências aos franceses e divulgaram novos nomes da organização terrorista.